# كريستينا بيريز (ممثلة)
كريستينا بيريز (بالإسبانية: Cristina Pérez)‏ هي كاتِبة وصحفية وممثلة أرجنتينية، ولدت في 1973 في سان ميغيل دي توكومان في الأرجنتين.

## وصلات خارجية
- الموقع الرسمي